# Таран (корабельний)

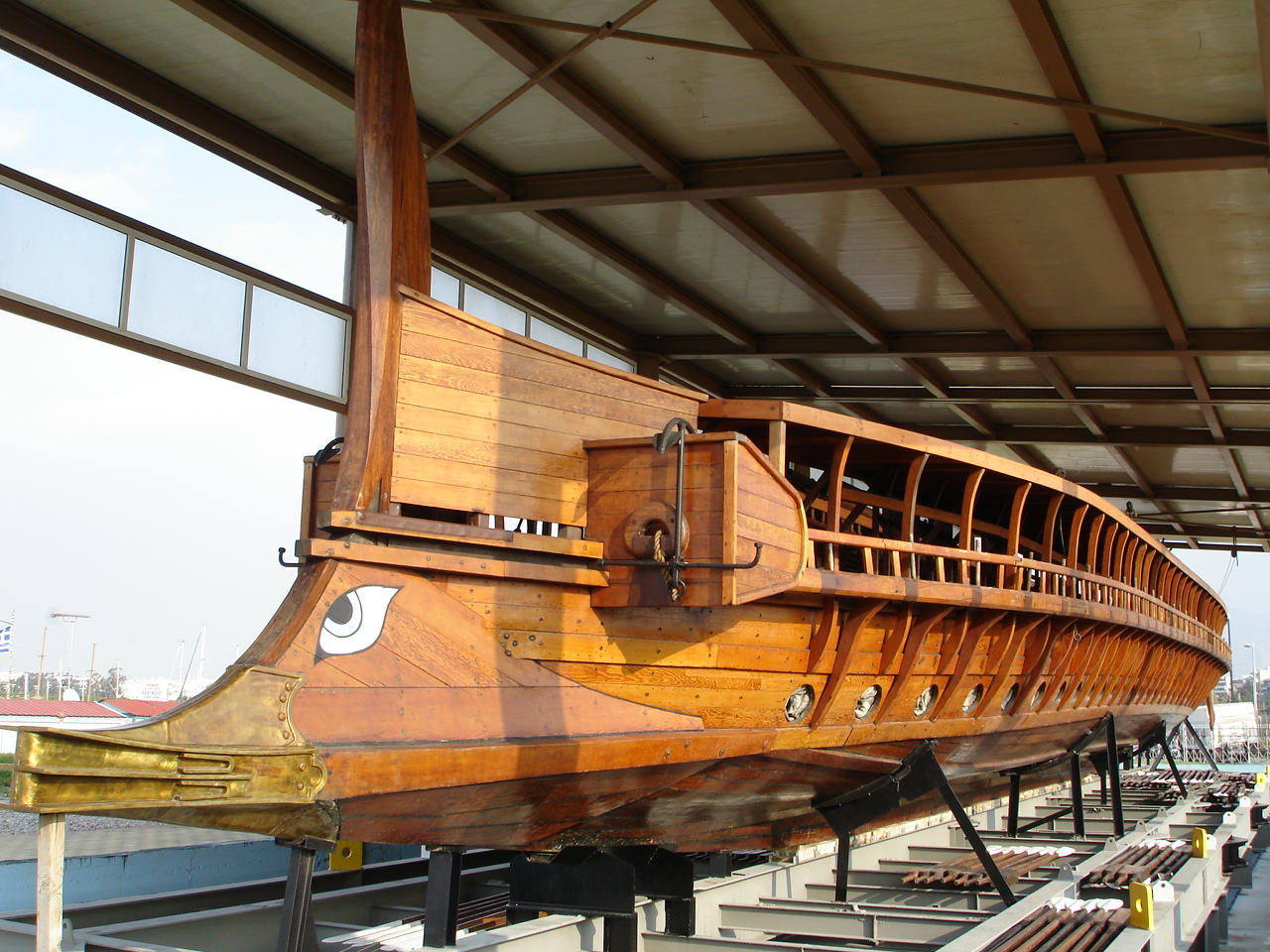
Таран на носі Olympias, сучасної реконструкції стародавньої афінської триреми.

Тара́н — підводне подовження носової частини корабля у вигляді зміцненого виступу, як правило, довжиною у  2-4 метри. Був зброєю різних типів кораблів, починаючи ще з Античності. Корабель пробивав тараном корпус ворожого корабля, аби потопити чи принаймні серйозно пошкодити його.

## Тарани Стародавнього світу
Оскільки успішне використання тарана було можливе лише у випадку, коли корабель міг дуже точно маневрувати, він застосовувався насамперед гребними суднами. В міру розвитку вітрил і появи морської артилерії вийшов з вжитку.

## Тарани Середньовіччя
Надводний таран був основною зброєю галер до середини XIV ст. Встановлювався на носовому містку-шпіроні (італ. sperone), який після завдання таранного удару використовувався як абордажний. У XVI ст. з розвитком корабельної артилерії таран галер втрачає бойове значення, перетворюючись на носову оздобу.

## Тарани Нового часу

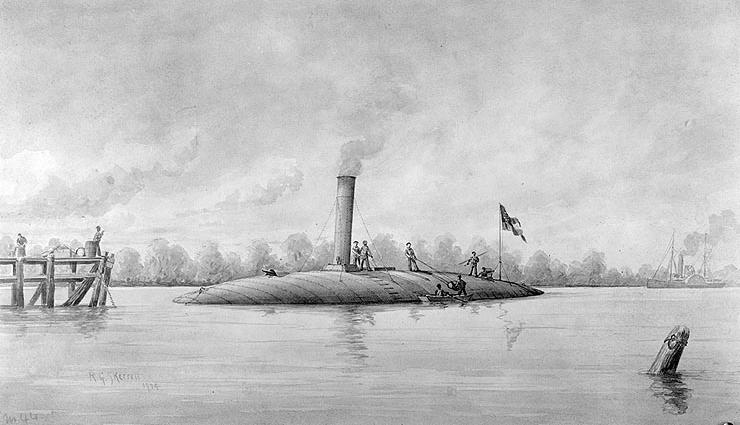
CSS Manassas, броненосець Конфедерації, конструкція якого була оптимізована для таранних атак.

Короткочасне відродження таранів як зброї військових кораблів відбулося у 19 столітті і було пов'язане з появою перших броненосців, яких було важко вразити тодішніми гарматами. З іншого боку, парові машини, на відміну від вітрил, дозволяли кораблям маневрувати з необхідною точністю і швидкістю для завдання таранного удару.
Під час Громадянської війни у США як флотом Союзу, так і Конфедерацією широко застосовувалися «парові тарани», у ролі яких часто виступали переобладнані цивільні пароплави.
Часте використання таранних ударів як тактики під час кількох морських та річкових битв Громадянської війни у США, а також у битві біля Лісси і, також призвело до того, що багато конструкторів військових кораблів кінця 19-го століття оснащували їх таранами. Це лише збільшило кількість випадків, коли кораблі топили один одного в результаті випадкових зіткнень. Надмірна увага до таранів також гальмувала розвиток корабельної артилерії.